# Таранаки (регион)
Таранаки (на английски: Taranaki) е един от 16-те региона на Нова Зеландия. Намира се на западния бряг на Северния остров на Нова Зеландия. Населението му е 119 600 жители (по приблизителна оценка от юни 2018 г.), а площта му е 7257 кв. км. Името му идва от вулкан в региона със същото име.